# 高家镇 (乐平市)
高家镇，是中华人民共和国江西省景德镇市乐平市下辖的一个乡镇级行政单位。

## 行政区划
高家镇下辖以下地区：
杨家边村、梅岩村、庄泉村、樟木里村、鸟树村、上老村、官庄村、仓田村、高家村、鲁家村、山田村、高家社区和董家坞林场生活区。